# Vlegyásza-hegység
A Vlegyásza- (Vigyázó-) hegység (románul: Masivul Vlădeasa) az Erdélyi-középhegységben található magashegység, más értelmezés szerint a Bihar-hegység északi része. Egykori elnevezése a Kalota-havas). Kalota-hegységnek nevezte már Lázár deák, Bakócz Tamás esztergomi érsek titkára is, Magyarország egyik legrégibb, általa 1528-ban rajzolt térképén és ezt az elnevezést használták az 1600-as és 1700-as évek térképei is.
Önálló masszívum és több leírás különálló hegységként tárgyalja. Itt található az Erdélyi-szigethegység második legmagasabb csúcsa, az 1836 méteres Vigyázó- (vagy Vlegyásza-) csúcs.

## Domborzat
Vulkáni képződmény, a legkésőbbi mezozoikum, illetve neozoikum harmadidőszakában keletkezett és alig 60 millió éves. Az újkor tengerszintje, továbbá az erózió koptatásának eredményeként a tömb ma lapos nagy kiterjedésű gerinc 1600–1800 m magassággal. A vizei mélyre vájt, meredek falak között futnak, sok vízeséssel.
A hegységet az őt körülvevő folyókkal határolják el. A Sebes-Körös északon, a Hideg-Szamos és Meleg-Szamos által képezett Kis-Szamos  keleten, az Aranyos délen, míg a Fekete-Körös nyugaton határolja a területet.
A Nagy-Sebes (Drăgan) vizét körülölelő Vigyázó-tömb félkör, illetve patkó alakú ívét magas, de lapos hegyhátak jellemzik.
A keleti gerincét messziről felismerhetjük, már a Kolozsvár környéki erdős, magas domboldalakról látszanak, de különösen jól látható a Bánffyhunyadnál kezdődő Kalotaszegi-medencéből és a Sebes-Körös völgyéből. A Vigyázó törpefenyőkkel tarkított csúcsa a hosszú gerincen alig azonosítható.

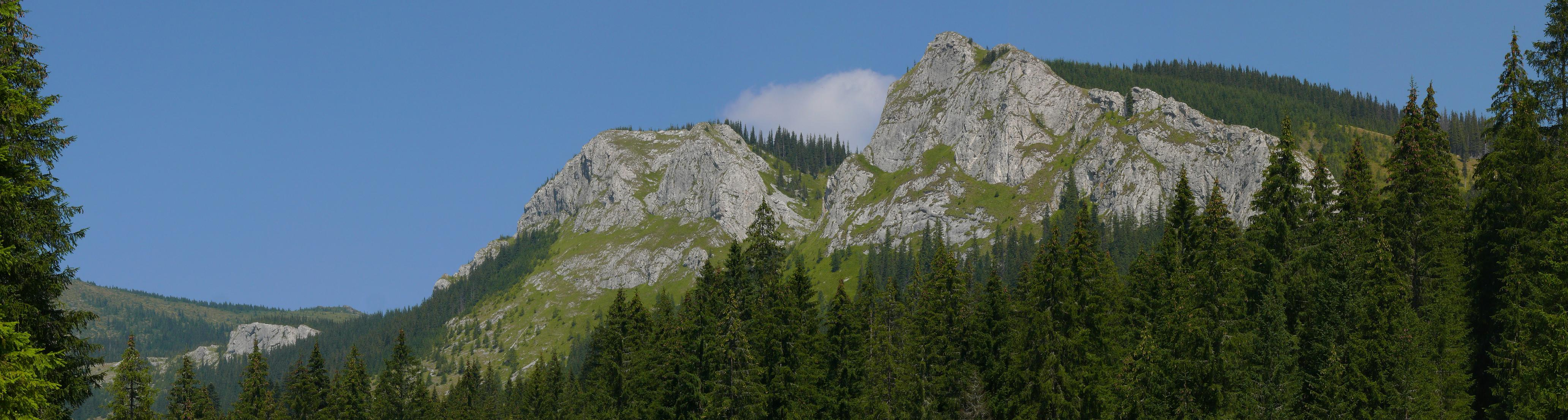
Fehér-kövek

Közvetlenül a csúcs alatt fekszik a Vlegyásza-menedékház 1430 m-en, délről a festői Fehér-kövek mészkőképződménye határolja, vakító fehér szikláival és 1557 m-es csúcsával.
A Tolvaj-vár (Piatra Tâlharului) várromszerű szikláival, a Bocsásza (Buteasa) 1792 m-es, égbe meredő csúcsával uralja a Nagy-Sebes völgyét.
A hegység nyugati szárnyát a Jád és a Fekete-Körös zárja le. A kanyargós Jád völgye vetekszik a Nagy-Sebes völgyével. A változatos tájon található a Jád-völgyi víztározó a menedékházzal. A mészkősziklás szorosokat szebbnél szebb vízesések tarkítják, amelyeknek igazi gyöngyszeme a Jadolina.
A Vigyázó-gerinc nyugati részét a Mező-havas (Poieni) 1627 m-es csúcsa uralja, gyönyörű kilátással a Nagy-Sebes völgyére és a Vigyázóra, illetve a Bocsászára, valamint a Fekete-Körös vízgyűjtőjének erdőrengetegei felé. Erre van a Mézgedi-cseppkőbarlang (Meziad) is. A Pádis-fennsík irányába található az 1654 m-es Bohogyő (Bohodei), híres vízesésével, majd a Horgas-havas (Cârligați), az 1640 m-en fekvő nyereggel, amely a Vigyázó keleti ívével köti össze.

## Képgaléria

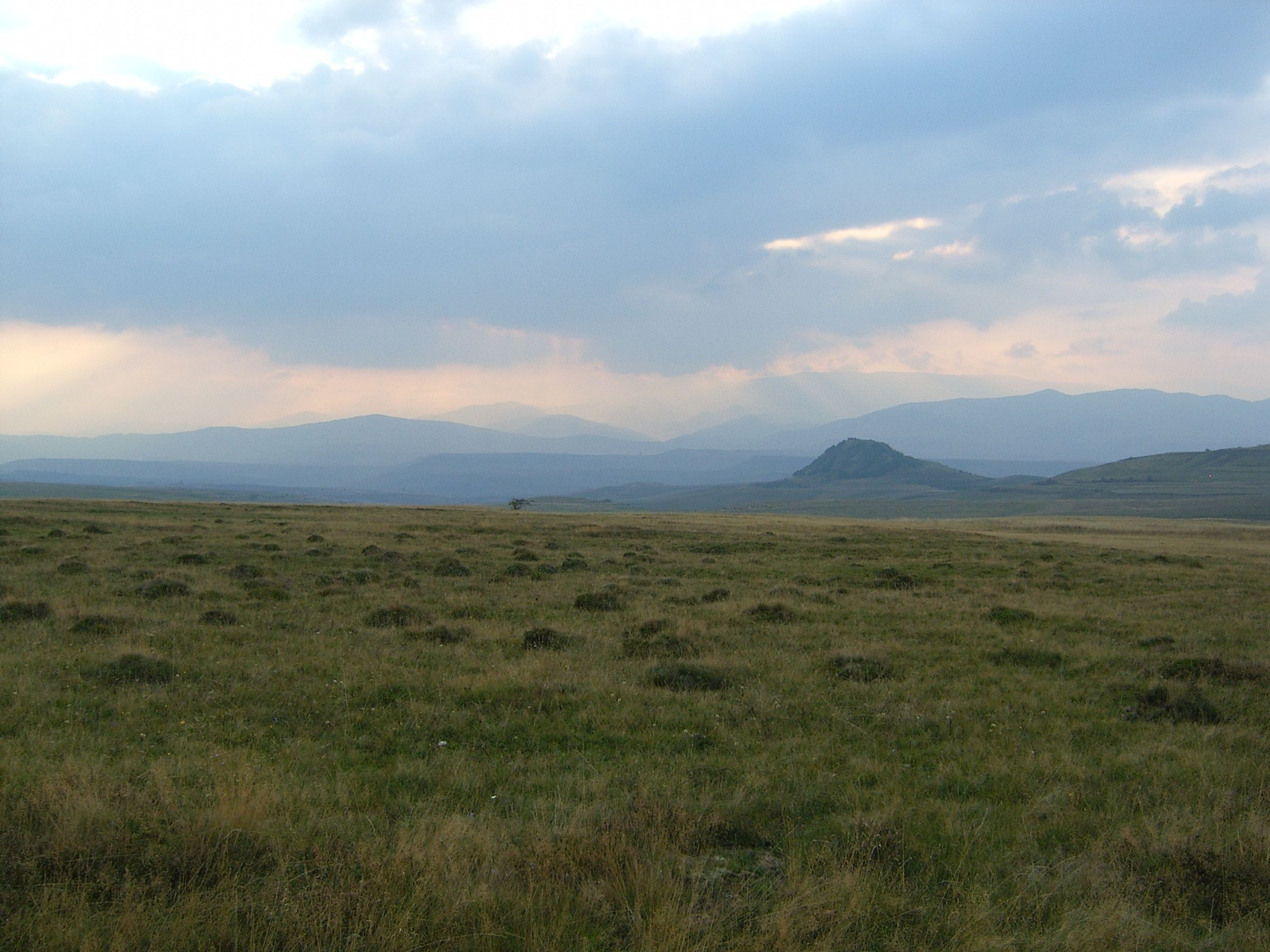
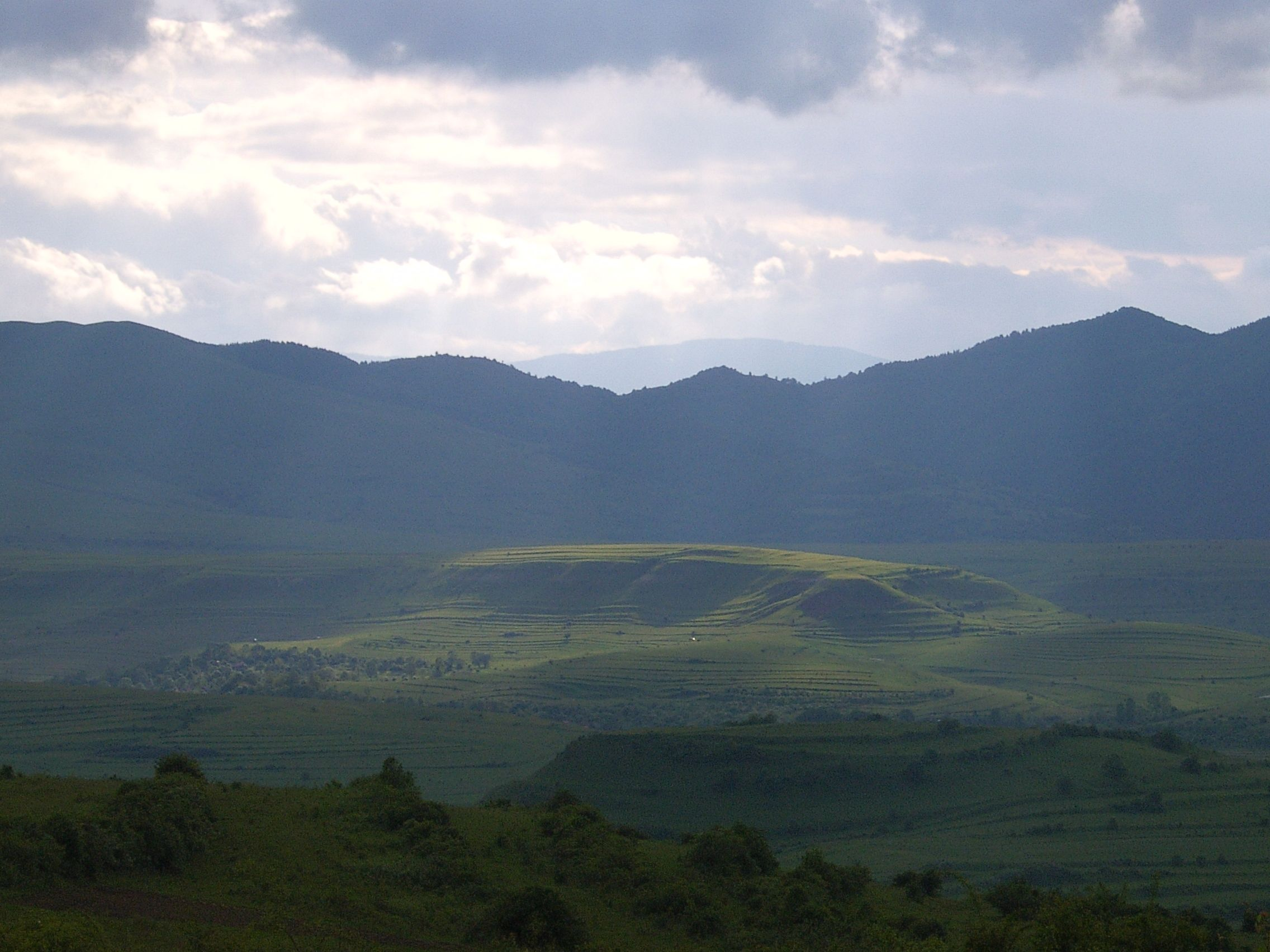
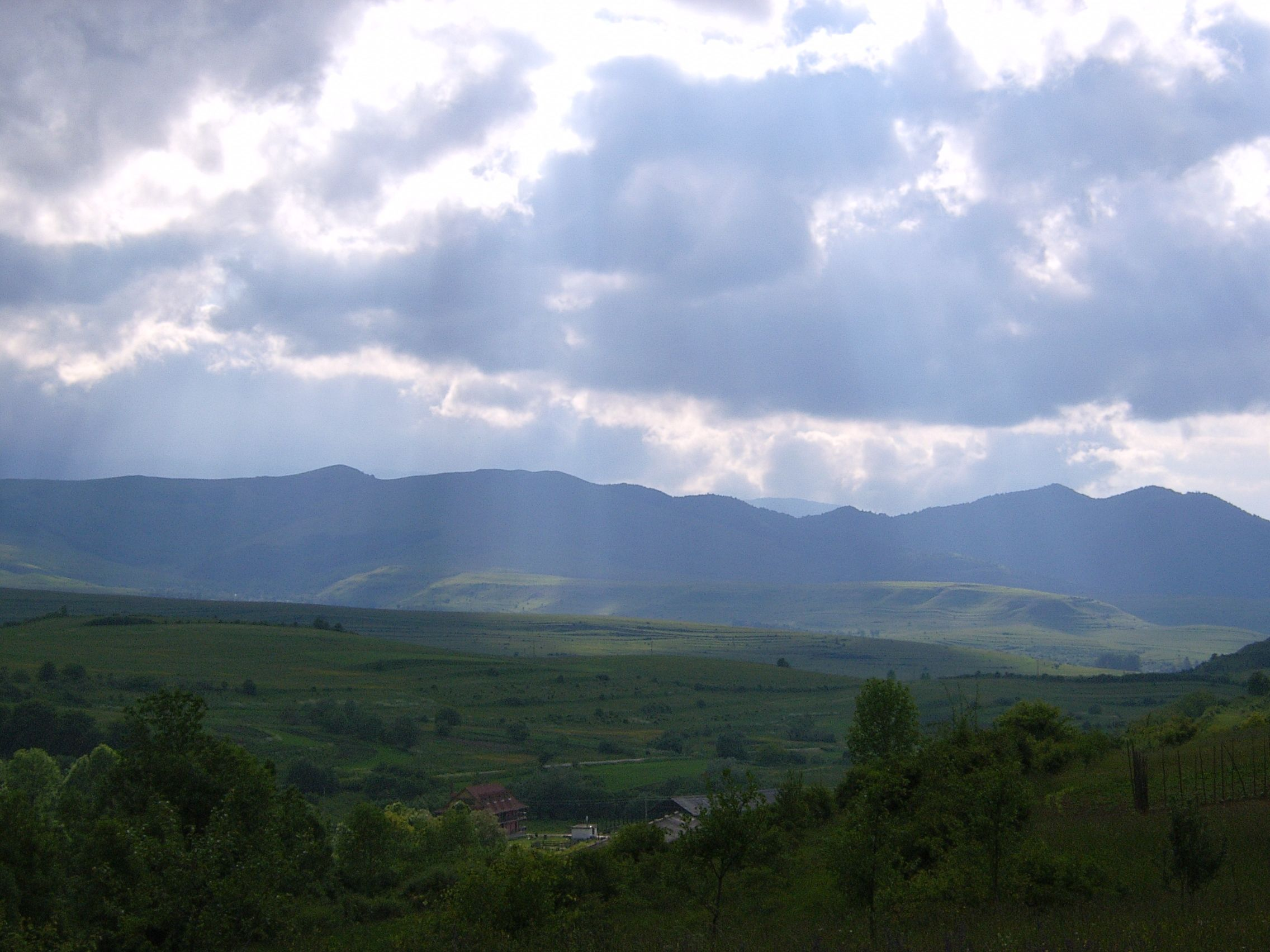
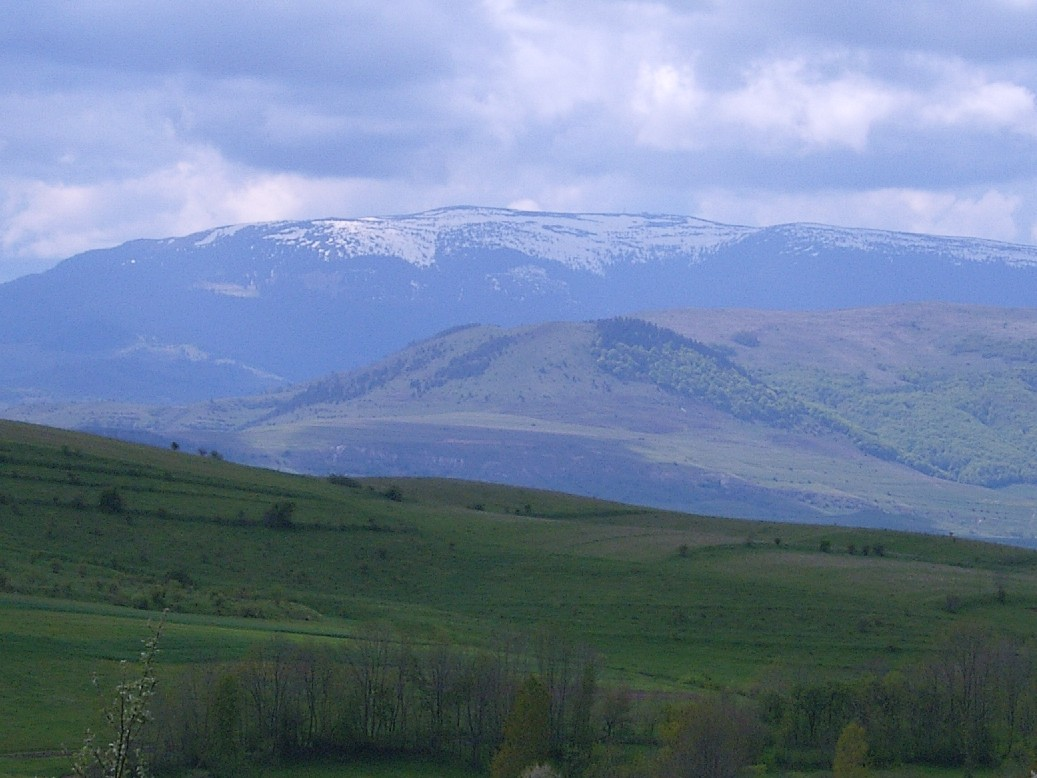

## Külső hivatkozások
- Welcome to Romania
- Navigátor Debreceni Túra Klub
- Kalotaszeg honlapja
- erdelyiszigethegyseg.lap.hu
- www.geocaching.hu
- Teljesítménytúrázók Társasága
- Virtuális Kalotaszeg – KalotaNET